# 대서양 제어
대서양 제어는 니제르콩고어족에 속하는 언어중에서 서아프리카에 주로 분포한 언어들로 구성된 집단이다. 이 분류군에 속하는 언어들은 세네갈에서 라이베리아에 이르는 대서양 연안을 따라 주로 분포해 있다. 다만, 풀라어가 대서양 연안에서 동떨어져서 사헬지역에 위치한 것은 이 언어를 쓰는 집단이 유목생활을 하기 때문이다. 이 풀라어와 월로프어를 사용하는 사람은 각각 수백만명에 이르러 대서양 제어에서 가장 큰 집단을 이룬다. 이 외에도 시에라리온의 템네어나 세네갈의 졸라어, 세레르어 등도 대서양 제어에서 주요한 언어 집단 중 하나이다. 대서양 제어의 언어들 중 대다수는 자음변이를 동반하며, 반투어군과 유사한 명사체계를 가지고 있다. 그리고 대서양 제어의 언어 대부분이 고저강세를 가진 반면, 일부는 성조를 가지고 있는 경우도 있다. 또한 기본적인 문장 구성은 SVO의 형태를 따른다.

## 분류
- 비자고어 : 비디오고어
- 북 애틀랜틱어
  - 동 세네갈기니아어
    - 눈어: 카상가어, 코비아나어
    - 바니운어: 바이누크구니아몰로어, 바이누크구니우뇨어, 바이누크사미크어
    - 텐다어: 바디아라어, 바사리어, 비아파다어, 부디크어, 와메이어

  - 박어
    - 만드자크파펠어: 만드자크어, 만카니아어, 파펠어
    - 발란트간자어: 발란타간자어, 발란타켄토헤어
    - 졸라어
      - 바요트어
      - 바른 졸라어: 음롬프어, 졸라어(디올라어), 카론어, 쿠와타이어

  - 세네감비아어
    - 세레르어
    - 풀라월로프어: 월로프어, 풀라어

  - 음불룽기시날루어: 날루어, 바가음보테니어, 음불룽기시어
  - 칸진어: 눈어, 레하르어, 사피사피어, 은두트어, 팔로르어
- 남 애틀랜틱어
  - 림바어
  - 멜어
    - 골라어
    - 불롬키시어
      - 불롬어: 봄어, 불롬소어, 셰르브로어, 크림어
      - 키시어

    - 템네어: 란도마어, 바가어, 템네어